# Fernando Massú
Fernando Massú Taré (Llaillay, 1 de junio de 1957) es un ingeniero comercial, empresario y consultor chileno, actual presidente de BTG Pactual Chile.

## Biografía
Nació del matrimonio conformado por Jorge Massú Rabí y Juana Taré Tuma. Entre sus cinco hermanos se cuenta Manuel, padre de Nicolás, medallista en tenis individual y doble en los Juegos Olímpicos de Atenas 2004.
Se formó como ingeniero comercial la Universidad Adolfo Ibáñez. Posteriormente realizó un programa de especialización en Harvard Business School, en los Estados Unidos.
Comenzó su carrera profesional en 1981 en la filial chilena de Citibank donde arrancó como trainee, pasando después a su mesa de dinero. Más tarde lideró Citicorp AV, tras lo cual, en 1991, se incorporó al Banco Santander Chile.
A nivel internacional, a comienzos de los años 1990 le correspondió asumir como director financiero de Santander en Portugal, responsabilidad en la que estuvo tres años.
Tras 17 años en la entidad hispana pasó al holding chileno CorpGroup, donde arribó como director financiero y vicepresidente del directorio de CorpBanca, su filial bancaria. A comienzos de 2012 fue escogido por el accionista principal, Álvaro Saieh, para ocupar la gerencia general de este, tras la salida de Mario Chamorro.
En septiembre de 2018 fue designado por el entonces presidente Sebastián Piñera como vicepresidente de la Empresa Nacional del Petróleo (ENAP), ascendiendo a presidente interino en 2020 y ratificado en 2021. En marzo de 2022 presentó su renuncia a ENAP. También fue miembro del directorio de la Polla Chilena de Beneficencia y del grupo Parque Arauco.
A 2024 es el presidente de BTG Pactual Chile, vicepresidente de la Fundación Nuestros Hijos y miembro del consejo directivo de la Fundación Adolfo Ibáñez, controladora de la Universidad Adolfo Ibáñez.